# Kazuki Takahashi (Fußballspieler, 1999)
Kazuki Takahashi (japanisch 髙橋 一輝 Takahashi Kazuki; * 2. Oktober 1999 in der Präfektur Tokio) ist ein japanischer Fußballspieler.

## Karriere
Kazuki Takahashi erlernte das Fußballspielen in der Schulmannschaft der Kiryu Daiichi High School sowie in der Universitätsmannschaft der Osaka University of Health and Sport Sciences. Seinen ersten Profivertrag unterschrieb er am 1. Februar 2022 bei Tegevajaro Miyazaki. Der Verein aus Miyazaki, einer Stadt in der gleichnamigen Präfektur Miyazaki, spielt in der dritten japanischen Liga. Sein Drittligadebüt gab Kazuki Takahashi am 13. März 2022 (1. Spieltag) im Heimspiel gegen Vanraure Hachinohe. Hier wurde er in der 62. Minute für Masato Kudō eingewechselt. Tegevajaro gewann das Spiel 2:0.